# Napels (Nederland)
Napels is een buurtschap in de gemeente Oldambt in de provincie Groningen (Nederland). De buurtschap ligt aan beide zijden van de spoorlijn van Groningen naar Nieuweschans. Het westelijke deel (Napels-West) valt onder Westerlee en het oostelijke deel (Napels-Oost) onder Heiligerlee.
De buurtschap is ontstaan in het begin van de 19e eeuw. Oorspronkelijk was het een toevluchtsoord voor mensen die elders geen woonruimte konden vinden. De bebouwing bestond in 1846 uit acht "hutten en keten van zeer armoedige dagloners" met in totaal 70 bewoners. De buurtschap wordt nog steeds gekenmerkt door eenvoudige woningen. 
Napels is vernoemd naar de Italiaanse stad, maar het is niet bekend waarom. Even ten zuiden van Napels ligt Tranendal.
Op de grens met Winschoten staat  Luchtwachttoren 7T1. Hij is rond 1954 gebouwd, ten tijde van de Koude Oorlog, om onder het bereik van de radar vliegende vijandelijke toestellen te kunnen waarnemen.

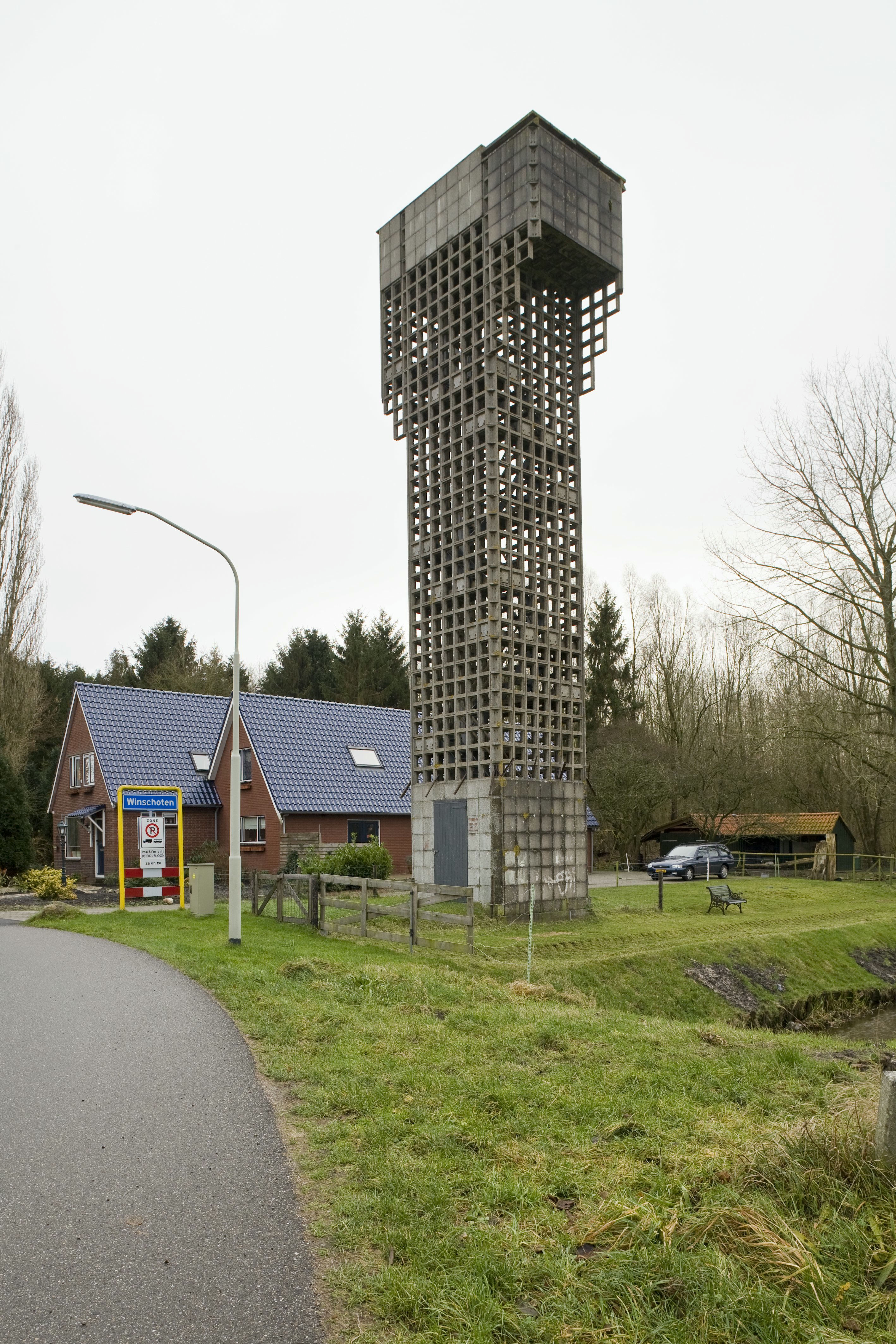
Luchtwachttoren 7T1 op de grens van Napels West met Winschoten

Stad: Winschoten

Dorpen: Bad Nieuweschans · Beerta · Blauwestad · Drieborg · Eexta · Finsterwolde · Heiligerlee · Midwolda · Nieuw-Beerta · Nieuwolda · Nieuw-Scheemda · Oostwold · Scheemda · 't Waar · Westerlee

Buurtschappen (en voormalige buurtschappen): Beersterhoogen · Bellingwolderzijl · Bikkershorn · Booneschans · Bovenburen · Bovenstreek (Westerlee) · Bovenstreek (Winschoten) · De Kamp · De Dellen · Eextahaven · Egypterdijk · Ekamp · Finsterwolderhamrik · Ganzedijk · De Garsten ·  Goldhoorn · Hamdijk · Hardenberg · Hongerige Wolf · Kloostergare · Kopaf · Kostverloren · Kromme-Elleboog · Kroonpolder · Lutje Loug · Meerland · Munnekeveen · Napels · Niesoord · Nieuwe Statenzijl · Nieuwolda-Oost · Polderdwarsweg ·  (Winschoter) Oostereinde · Oostwolderhamrik · Oostwolderpolder · Oudedijk · Oudekerk · Oude Statenzijl · Oudezijl · Reiderwolderpolder · Scheemdermeer · Scheemderzwaag · Scheveklap · Sint-Vitusholt (of Achterholt) · Stadspolder · Stoksterhorn · Tranendal · Tutjeshut · Ulsda · Veenhuizen · Westeind · Winschoterhogebrug · Winschoterzijl · Zandhoogte · Zuiderveen 

Voormalige gemeenten: Reiderland · Scheemda · Winschoten

Groningen: Steden en dorpen      Nederland: Provincies · Gemeenten